# The Forgotten Trail (1969-74)
The Forgotten Trail (1969-74) è un doppio CD raccolta dei Poco, pubblicato dalla Epic Records nell'ottobre del 1990.

## Tracce
CD 1
1. Pickin' Up the Pieces – 3:20 (Richie Furay) – Tratto dall'album Pickin' Up the Pieces (1969)
2. Grand Junction – 2:58 (Rusty Young) – Tratto dall'album Pickin' Up the Pieces (1969)
3. Consequently so Long – 3:50 (Richie Furay, Skip Goodwin) – Tratto dall'album Pickin' Up the Pieces (1969)
4. First Love (Remix) – 3:15 (Richie Furay) – Tratto dall'album Pickin' Up the Pieces (1969)
5. Calico Lady – 3:03 (Richie Furay, Jim Messina, Skip Goodwin) – Tratto dall'album Pickin' Up the Pieces (1969)
6. My Kind of Love (First Single A-Side) – 2:42 (Richie Furay) – Pubblicato solo su 45 giri
7. Hard Luck (First Single B-Side) – 3:50 (Timothy B. Schmit) – Pubblicato solo su 45 giri
8. Last Call (Cold Enchilada #3) (Previously Unreleased) – 2:58 (Rusty Young) – Brano inedito
9. Honky Tonk Downstairs – 2:43 (Dallas Frazier) – Tratto dall'album Poco (1970)
10. Hurry Up – 4:06 (Richie Furay) – Tratto dall'album Poco (1970)
11. You Better Think Twice – 3:21 (Jim Messina) – Tratto dall'album Poco (1970)
12. Anyway Bye Bye – 7:01 (Richie Furay) – Tratto dall'album Poco (1970)
13. I Guess You Made It (Studio Version) – 3:11 (Richie Furay) – Versione brano inedito
14. C'mon – 3:15 (Richie Furay) – Tratto dall'album Deliverin' (1971)
15. Hear That Music – 3:06 (Timothy B. Schmit) – Tratto dall'album Deliverin' (1971)
16. Kind Woman – 5:44 (Richie Furay) – Tratto dall'album Deliverin' (1971)
17. Just for Me and You – 3:37 (Richie Furay) – Tratto dall'album From the Inside (1971)
18. Bad Weather – 5:02 (Paul Cotton) – Tratto dall'album From the Inside (1971)
19. You Better Think Twice (Alternate Take) – 3:32 (Jim Messina) – Versione brano inedito
20. Lullaby in September (Previously Unreleased) – 2:46 (Jim Messina) – Brano inedito

CD 2
1. You Are the One (Live Version) – 3:00 (Richie Furay) – Versione brano live inedito
2. From the Inside (Remix) – 3:12 (Timothy B. Schmit) – Tratto dall'album From the Inside (1971)
3. A Good Feelin' to Know – 4:19 (Richie Furay) – Tratto dall'album A Good Feelin' to Know (1972)
4. I Can See Everything (Remix) – 3:32 (Timothy B. Schmit) – Tratto dall'album A Good Feelin' to Know (1972)
5. And Settlin' Down – 3:41 (Richie Furay) – Tratto dall'album A Good Feelin' to Know (1972)
6. Blue Water – 3:07 (Paul Cotton) – Tratto dall'album Crazy Eyes (1973)
7. Fool's Gold – 2:23 (Rusty Young) – Tratto dall'album Crazy Eyes (1973)
8. Nothin's Still the Same (Previously Unreleased) – 4:22 (Richie Furay) – Brano inedito
9. Skunk Creek (Previously Unreleased) – 2:24 (Rusty Young) – Brano inedito
10. Crazy Eyes – 9:39 (Richie Furay) – Tratto dall'album Crazy Eyes (1973)
11. Here We Go Again – 3:28 (Timothy B. Schmit) – Tratto dall'album Crazy Eyes (1973)
12. Get in the Wind (Previously Unreleased) – 3:48 (Paul Cotton) – Brano inedito
13. Believe Me (Previously Unreleased) – 7:41 (Richie Furay) – Brano inedito
14. Rocky Mountain Breakdown – 2:28 (Rusty Young) – Tratto dall'album Seven (1974)
15. Faith in the Families – 3:43 (Paul Cotton) – Tratto dall'album Seven (1974)
16. Western Waterloo – 4:00 (Paul Cotton) – Tratto dall'album Cantamos (1974)
17. Whatever Happened to Your Smile – 3:14 (Timothy B. Schmit) – Tratto dall'album Cantamos (1974)
18. Sagebrush Serenade – 5:43 (Rusty Young) – Tratto dall'album Cantamos (1974)

## Musicisti
- Richie Furay - chitarra acustica, chitarra elettrica, chitarra a sei e dodici corde
- Richie Furay - voce solista (tranne CD 2, brani: 14,15,16,17 e 18)
- Jim Messina - chitarra acustica, chitarra elettrica
- Jim Messina - basso (solo nel brano del CD 1: 6)
- Jim Messina - voce solista (brani CD 1: 1,2,3,4,5,6,7,8,9,10,11,12,13,14,15,16,19 e 20)
- Rusty Young - chitarra pedal steel, chitarra, pianoforte, banjo, mandolino, dobro, sitar
- Paul Cotton - chitarra acustica, chitarra elettrica
- Paul Cotton - voce solista (brani CD 1: 17 e 18 ed in tutti i brani del CD 2)
- Randy Meisner - basso
- Randy Meisner - accompagnamento vocale (CD 1, brani: 1,2,3,4 e 5)
- Timothy B. Schmit - basso, armonica
- Timothy B. Schmit - voce solista (tranne nei brani del CD 1: 1,2,3,4,5 e 6)
- George Grantham - batteria, percussioni, accompagnamento vocale
- George Grantham - voce solista (brani CD 1: 1,4 e 5)
- Jim Messina - produttore (brani CD 1: 1,2,3,4,5,6,7,8,9,10,11,12,13,14,15,16,19 e 20)
- Steve Cropper - produttore (brani CD 1: 17 e 18 - CD 2: 2)
- Poco - produttore (brani CD 2: 1,16,17 e 18)
- Jim Mason - produttore (brani CD 2: 3,4 e5)
- Jack Richardson - produttore (brani CD 2: 3,4,5,6,7,8,9,10,11,12,13,14 e 15)